# Stenetrium perestrelloi
Stenetrium perestrelloi is een pissebed uit de familie Stenetriidae. De wetenschappelijke naam van de soort is voor het eerst geldig gepubliceerd in 1984 door Brian Frederick Kensley.